# チハラザクラ
チハラザクラ（千原桜、学名：Cerasus jamasakura var. chikusiensis (Koidz.) H.Ohba シノニム：Cerasus serrulata 'Chihara-zakura'）は、バラ科サクラ属の栽培品種のサクラで、ヤマザクラの下位分類の変種であるツクシヤマザクラ、もしくはオオシマザクラを基にヤマザクラなどとの複雑な種間雑種により生まれたサトザクラ群のサクラ。熊本市島崎にあった原木を発祥とし、熊本市立城西小学校の校庭には原木から接ぎ木などで増殖されたチハラザクラが植えられている。
樹形は球状で、樹高は高木、花弁は一重と八重咲きが混ざり白色の大輪の花をつける。東京での花期は4月中旬。
- 日本花の会 結城農場にて